# Ancre
Die Ancre ist ein Fluss in Frankreich, der im Département Somme, in der Region Hauts-de-France verläuft. Sie entspringt in Miraumont, entwässert in südwestlicher Richtung und mündet nach rund 37
Kilometern im Gemeindegebiet von Corbie als rechter Nebenfluss in die Somme.

## Orte am Fluss
- Miraumont
- Albert
- Ribemont-sur-Ancre
- Corbie

## Geschichte
Während der Schlacht an der Somme 1916 war die Ancre häufig in den Heeresberichten erwähnt.
Die Deutsche Frühjahrsoffensive im Jahr 1918 kam an der Ancre zum Stillstand.